# XI Triennale di Milano
L'XI triennale di Milano viene inaugurata nel Luglio del 1957, con un mese di anticipo rispetto alla precedente triennale. Il tema centrale è quello delle relazioni tra le arti, l'architettura contemporanea, le produzioni d'arte e l'industrial design.

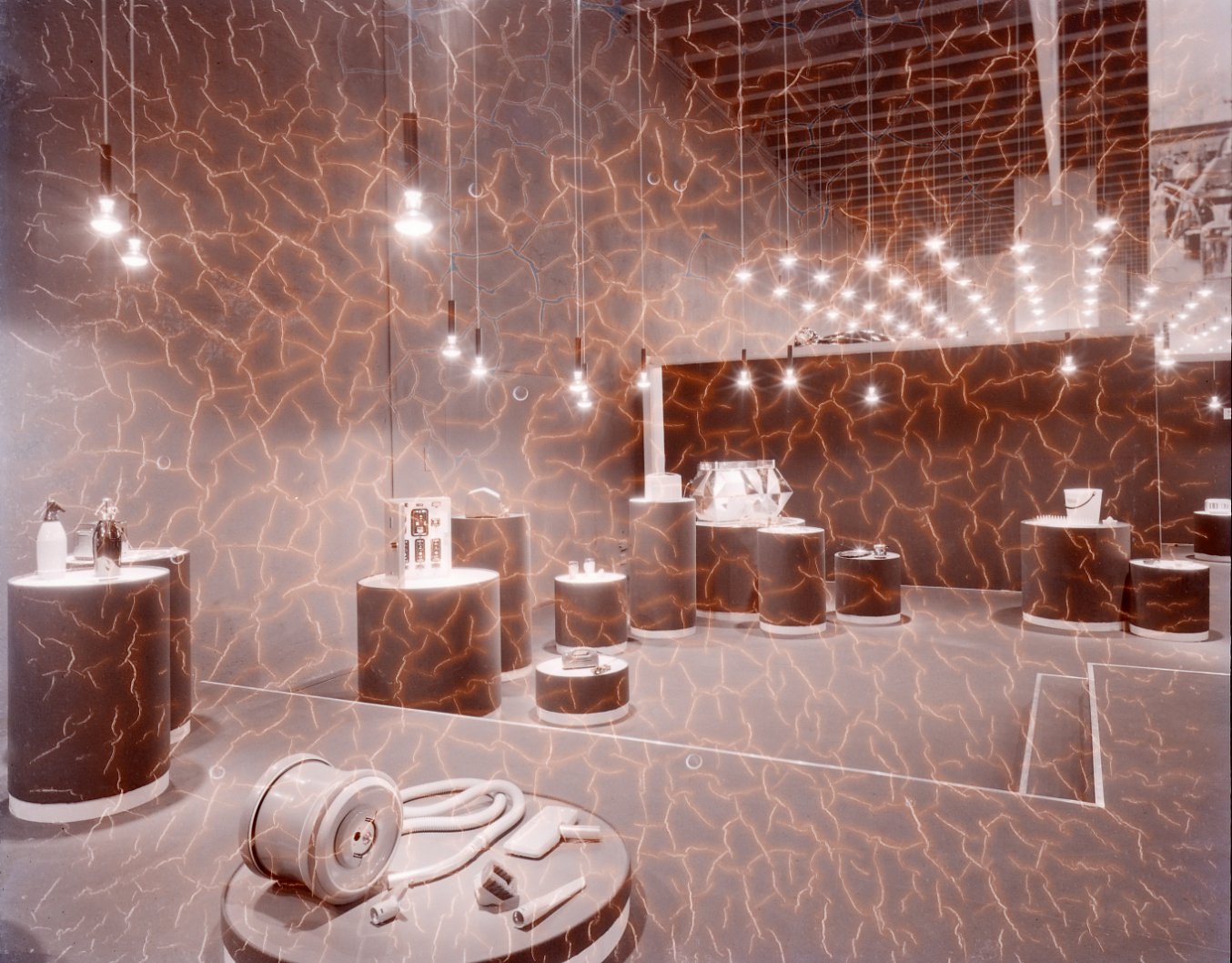
L'allestimento della Triennale in una foto di Paolo Monti, 1957. Fondazione BEIC

## Introduzione
L'undicesima Triennale fu inaugurata il 27 luglio 1957 e fu chiusa il successivo 4 novembre.
Alla nuova Giunta Tecnica Esecutiva è toccato il compito dello sviluppo dei temi concordati con il Consiglio di Amministrazione; essa ha costruito il programma, di comune accordo con la Presidenza e il Consiglio della Triennale, e basandosi sulle indicazioni del Centro Studi, ovvero un organismo di carattere tecnico e critico posto al servizio della Triennale, degli artisti e dei produttori.
Con l'undicesima manifestazione, la Triennale intende portare il suo contributo allo studio e alla definizione dei problemi artistici, di pari passo con quelli tecnici ed economici, operando su un realistico piano, con apporti nazionali e internazionali. La svolta dell'intero programma sta nel rifiuto dei temi parziali isolatamente considerati, per finire in quella correlazione di temi e di problemi che sono ormai diffusi nel mondo moderno.

## Mostra Internazionale di architettura moderna

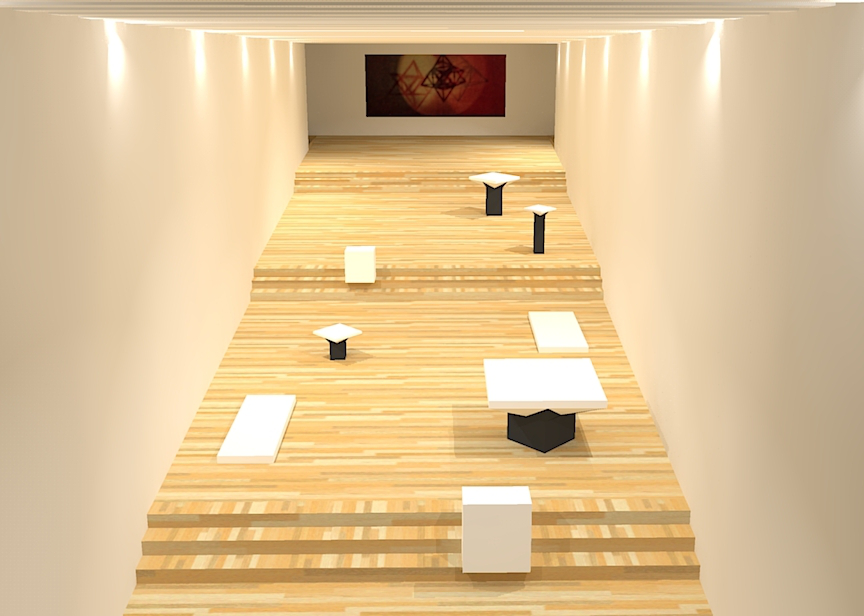
Vista dall'alto dell'allestimento della grande rampa(modello sketchup)

Pianta piano terra

Pianta primo piano

Sezione A-B

Ordinamento
- Arch. Alvar Aalto;
- Prof. Giulio Carlo Argan;
- Arch. Marcello Grisotti;
- Arch. Pietro Lingeri;
- Arch. Giovanni Michelucci;
- Arch. Luigi Moretti;
- Ing. Pier Luigi Nervi;
- Prof. Nikolaus Pevsner;
- Arch. Agnoldomenico Pica;
- Arch. Jean Tschumi;
- Arch. Giuseppe Vaccaro

Allestimento
- Erberto Carboni;
- Arch. Marcello Grisotti;
- Arch. Agnoldomenico Pica.

### Motivi e limiti della mostra
La mostra comprende il periodo che va dal 1930 circa al 1956, periodo che generalmente si potrebbe indicare come post-razionalista.
Per agevolare la comprensione ad un pubblico senza competenze specifiche, la commissione ha scelto di restringere il campo a temi di immediata comprensibilità, quali l'affermarsi di due fenomeni che incidono altamente sulla vita sociale ed economica di quel periodo storico:
1. Struttura come parametro tecnico ed espressione dinamica dell'architettura
2. Quartiere residenziale: Crescita economico-sociale e definizione architettonica

### Sezioni della mostra
La mostra è divisa in due settori:
1. Il primo settore:  è dedicato alla “struttura" :
a) Momenti della Struttura nella storia:
- Dalle origini al Rinascimento italiano (grande rampa)
- I Barocchi (corridoio laterale alla fine della rampa)
- I pre-moderni (prima galleria)

b) La Struttura dal 1930 a oggi:
- Maturità del razionalismo, 1930-1940 circa (seconda galleria)
- Crisi e superamento del razionalismo, 1940-1957 (terza, quarta galleria e pontile)

2. Il secondo settore è dedicato al “Quartiere”:
a) Mutazioni del quartiere nel tempo:
- Dall'Egitto faraonico agli utopisti ottocenteschi (rampa di discesa e sottopassaggio)
- Il primo novecento, fino al 1930 (inizio della quinta galleria)

b) Il Quartiere dal 1930 a oggi:
- L'organizzazione razionalista del Quartiere, 1930-1940 circa (quinta galleria)
- Il Quartiere come unità autonoma, 1940-1957 (sesto salone, ottava corsia rialzata e nona sala I.N.A e decima cinema I.N.A.)

Questi due sezioni sono anticipate da una successione di opere che, nel corso dei secoli, hanno proposto, sugli stessi temi, alcune delle soluzioni più autorevoli.

### Percorso
Ci si avvia lungo la grande ammacca rampa di accesso con l'esposizione di alcuni esempi dall'antichità, dalle primitive applicazioni del sistema trilitico fino al grande modello della Cupola di S. Gaudenzio a Novara di Alessandro Antonelli.

Al piano superiore sono disposte le opere moderne a partire dai padiglioni per la Esposizione di Stoccolma di Gunnar Asplund (1930) fino alle più recenti.

Passato il pontile, che prosegue oltre la grande rampa di accesso, si scende al piano inferiore attraverso una scalinata lungo la quale sono illustrati alcuni eventi della storia del quartiere di abitazione autosufficiente, a partire dal villaggio operaio di Hawara.

Alla fine della scala e durante il sottopassaggio è stata allestita una rassegna ridotta del Quartiere “preordinato” dal medioevo fino alle proposte dell'Ottocento.

Oltre il sottopassaggio inizia la rassegna del quartiere moderno, dalle esperienze razionaliste del 1930, fino alle decodificazioni attuali.

## Mostra popolare italiana
Ordinamento: prof. Umberto Zimelli
Allestimento: arch. Angelo Bianchetti
Questo allestimento, situato all'interno del Palazzo dell'Arte, è stato suddiviso nelle diverse regioni in cui sono state esposte produzioni italiane artigianali eseguite con tecniche tradizionali e locali. Si è cercato di proporre i prodotti più caratteristici di alcune regioni ma anche ciò che rappresenta una novità o una riscoperta. Quindi sono stati messi in mostra tappeti, ceramiche, tessuti, ricami, pizzi, legni lavorati, ecc.
Lo scopo di questo esposizione è quindi quello di mostrare, far scoprire, riscoprire e valorizzare il meglio che viene prodotto nei diversi settori delle produzioni popolari italiane, che può trovare posto anche negli ambienti più moderni
.
L'esposizione è stata allestita in uno spazio rettangolare, dove le pareti più lunghe sono state suddivise in 19 scompartimenti uguali ognuno dei quali è dedicato a una diversa regione italiana, mentre sui lati corti sono disposte, a sinistra dell'ingresso, la Sardegna che ha a sua disposizione una superficie più ampia, mentre a destra la Sicilia che ha a sua disposizione due scomparti. In ultimo, fra l'entrata e l'uscita, in uno scomparto, sono esposti i migliori pezzi delle regioni provenienti da musei e scuole d'arte.
Lo scomparto è costituito da intelaiature in ferro bianco, due sul fondo, una al soffitto e una per ogni parete laterale, sostenute da due ritti di ferro nero, ricoperte da stuoie di visca (80x120 cm), mentre il ripiano è formato da un telaio in legno rivestito di visca (posto a 50 cm da terra). L'illuminazione è data da due tubi fluorescenti che non infastidiscono il visitatore e due lampade a tergo di ogni scomparto che puntano la luce verso l'alto. Le pareti sono rosso pompeiano, quella di fronte all'ingresso è rivestita da perline dipinte di rosso scuro. I pilasti centrali sono rivestiti in legno su due lati e in compensato bianco sugli altri due. Il pavimento è stato fatto in grès grigio scuro e il soffitto è dello stesso colore delle pareti.
Gli scomparti
Qui di seguito vengono sinteticamente presentati i 19 scomparti presenti nell'allestimento, con le regioni a cui sono dedicati e i principali oggetti esposti
- SCOMPARTO A: tema interregionale. Oggetti esposti: ornamenti personali, oggetti di uso quotidiano, manufatti di legno e terracotta;
- Scomparto n.1: Trentino-Alto Adige. Fra gli oggetti esposti viene dato particolare rilievo a tessuti, scatole e brocche.
- Scomparto n. 2: Trentino-Alto Adige. Vengono esposti diversi piatti, brocche e cavallucci marini.
- Scomparto n. 3: Veneto. Si possono trovare diversi oggetti in rame, tessuti, tappeti e copriletti.
- SCOMPARTO B: Sardegna. In questo scomparto si trovano svariati oggetti in terracotta, ancfore, fiaschi, tappeti e arazzi.
- Scomparto n. 4: Emilia-Romagna . Sono esposti fiaschi, oggetti in terracotta, brocche e tessuti.
- Scomparto n. 5: Marche E Umbria. Qui gli oggetti che spiccano maggiormente sono coperte e tappeti.
- Scomparto n. 6: Toscana e Marche . Tappeti, ceste, mastelli e fiaschi sono gli oggetti più in rilievo.
- Scomparto n. 7-8: Abruzzo E Molise. Negli spazi dedicati a queste regioni si ritrovano diverse sedie e sgabelli, fiasche, tappeti, tessuti e diversi cestini di confetti.
- Scomparto n. 9: Lazio E Campania: Espongono molti oggetti in terracotta, brocche, anfore e tappeti.
- Scomparti n. 10-11: Puglia. Una particolare attenzione è rivolta a terrecotte, brocche, tappeti e tovagliette da cucina.
- Scomparti n. 12-13-14: Calabria. Quartare, ciotole e vancali sono gli oggetti che dominano la scena.
- Scomparti n. 15-16: Sicilia. Particolarmente interessanti, tra gli oggetti esposti, sono i candelieri.
- Scomparto n. 17: Piemonte e Valle d'Aosta. Si possono ammirare pale, oggetti di legno e ombrelli artigianali unici nel loro genere.
- Scomparto n.18: Lombardia. Strumenti musicali e zoccoli dominano la scena.
- Scomparto n.19: Liguria. Particolarmente interessanti sono gli oggetti legati all'attività della pesca, presenti poi i già citati oggetti di uso quotidiano e manufatti realizzati con vari materiali.

|  |  |

|  |  |

## Mostra delle produzioni d'arte

### Sezione dei tessuti (Stoffe per arredamento)
Il II settore della sezione dei tessuti è sistemato nel parco, nel quale si accede attraverso una passerella.
Dalla sezione dei tessuti si esce e si arriva nel parco passando da una porta decorata con motivi neri su sfondo avorio, stampati su diverse essenze di legni. Una passerella coperta (costruita dall'architetto Edoardo Sianesi) collega il Padiglione dell'arte con la Mostra internazionale dell'abitazione. La passerella è stata realizzata con struttura metallica Safim (Milano). La copertura è di tela bianca impermeabilizzata, il pavimento invece è ad assi di legno nella prima parte del ponte, mentre nella seconda è di lastre di cemento. L'illuminazione è data da circa settanta lampadine sostenute da porta lampade neri di forma cilindrica.
Il padiglione ha pianta quadrata e la sua struttura è fatta di angolari metallici, concepiti sia in pianta che in sezione come moduli di 130 cm che è l'altezza generalmente utilizzata per i tessuti.
La copertura è fatte di lastre, mentre le pareti laterali sono rivestite da pannelli opachi verniciati di bianco.
Il padiglione ha le pareti sviluppate in due volumi superiori aggettanti che hanno triplice scopo:
- facilitano la situazione statica della struttura che con questi sbalzi vede ridotto il momento in chiave,
- realizza una sufficiente aerazione trasversale,
- assicura una difesa ermetica verso la pioggia.

L'altezza totale del padiglione è dovuta alla necissità di raggiungere un'altezza sufficiente per le travi. Il pavimento è di legno e l'illuminazione a incandescenza. L'allestimento interno è adibito per l'esposizione dei ventisei tessuti premiati al concorso " Jsa Triennale " e per i prodotti di diverse ditte di tessuti d'arredamento. Lo spazio dell'allestimento è costituito dai tessuti medesimi che coprono le pareti laterali imbiancate a calce. I tessuti vincitori del concorso sono appesi ad un'altezza superiore rispetto agli altri.
Nel centro del padiglione ci sono quattro pareti di legno disposte a crociera che fungono da supporto ai tessuti per arredamento presentati in quattro "personali" da Fede Cheti, Irene Kowaliska, Gegia Bronzini e da Myricae. Alcuni tessuti, uno per ogni "personale" sono poi appesi ad un'altezza superiore ai tralicci di ferro.

|  |  |  |

### Sezione dell'oreficeria
Ordinamento: pittori Arnaldo e Gio Pomodoro
Allestimento: arch. Rosanna Monzini, arch. Emilio Terragni
Nella produzione di una parte dei gioielli ha collaborato l' ” Associazione Orafi, Gioiellieri, Argentieri ” di Valenza Po.
Gli ordinatori di questa mostra hanno voluto tentare di avviare una produzione sperimentale di gioielli di vario genere e forma, che si distaccassero da un tipo di stile tradizionale che in Italia e nel resto del mondo era ancora radicato e non lasciava spazio a nuove idee e adeguamenti al gusto moderno. Hanno quindi dato la possibilità di intraprendere questa evoluzione stilistica ad alcuni orafi di Valenza Po e ad importanti artisti d'avanguardia come Enrico Baj, Sergio Dangelo, Aldo Bergolli, Gianni Dova, Cesare Peverelli, Ettore Sottsass, Emilio Scana vino, Lorenzo Guerrini, Franco Assetto, Ada Minola, Martinazzi di Torino, Francesco De Cal di Venezia, Mario Pinton di Padova.
Gli artigiani poterono in questo senso indirizzare i loro interessi verso forme più moderne e libere e distogliersi dagli stili consueti e gli artisti che parteciparono alla mostra crearono i nuovi gioielli, guardando all' esperienze figurative delle arti maggiori.
La progettazione dell'allestimento della mostra ideato dai due architetti, in cui sono esposti gioielli di stili e epoche molto diversi, è caratterizzato da una sistemazione planimetrica irregolare dovuta all'ambiente preesistente e da un'eccessiva altezza.
Lo schema planimetrico deriva dall'intersecazione di tre quadrati. In un quadrato sono esposti gioielli di tarda epoca mentre nei due rimanenti sono visibili i gioielli disegnati ed eseguiti dagli artisti appositamente per l'esposizione.
Il modo in cui il gioiello deve essere visto e studiato è il concetto guida di questo allestimento, deve cioè poter essere analizzato in tutti i suoi aspetti di lavorazione e di dettaglio.
Molta cura è stata indirizzata verso la progettazione delle vetrine per avere un'esposizione ottimale sotto tutti i punti di vista.
Nell'allestimento sono presenti tre tipi di vetrine:
1. Vetrine alte, in cui si può avere una visione frontale ottimale per le collane.
2. Vetrine ad altezza dell'occhio, per anelli e spille di cui si deve avere una buona percezione del particolare.
3. Vetrine da vedere dall'alto, per bracciali e orecchini esposti per esteso.

L'illuminazioni sono presenti all'interno di ogni vetrina, il pavimento è piastrellato in cotto e il soffitto è ribassato con una struttura lignea opaca con velario.

Pianta e sezione

|  |  |  |  |

## Mostra internazionale dell'abitazione
La mostra si propone di presentare gli alloggi tipici delle diverse nazioni, concepiti non in base alle loro caratteristiche distributive o architettoniche, ma come complessi di mobili.
Questi ultimi sono stati scelti fra la produzione di serie recente,  ovvero appartenenti al triennio compreso tra il 1954 e il 1957.
Per la presentazione degli ambienti si è deciso di sfruttare il perimetro del parco, così che il percorso si potesse trasformare anche in una passeggiata nel verde.
Il padiglione è costituito da coppie di pensiline parallele sulle quali poggiano le coperture degli spazi riservati a ciascuna nazione. Tale schema ha permesso di variare la dimensione delle coperture a seconda delle esigenze distributive della mostra e dei vincoli imposti dalla vegetazione. La finitura degli interni è stata curata da ciascuna delle nazioni partecipanti.
La mostra si articola in nove settori, primo dei quali, seguendo l'ordinamento del percorso, il catalogo che consiste in una rassegna dei singoli elementi di arredamento. In questo settore sono catalogate le migliori realizzazioni delle produzioni italiana ed estera del mobile in serie.  I vari elementi d'arredamento sono disposti su delle stuoie a tapparella lungo le pareti e lungo l'asse centrale.
Proseguendo, il primo padiglione che si incontra appartiene alla Francia, al cui interno si trova una porzione di alloggio che comprende: soggiorno, cucina e servizi e, per il tipo di arredamento presentato, è stato pensato per una coppia giovane. Sulla parete esterna del padiglione, sono stati applicati due pannelli fotografici, uno dei quali elenca i collaboratori e le varie ditte che hanno contribuito all'installazione dell'appartamento, mentre sull'altro sono scritte le rateazioni quinquennali dell'acquisto dei mobili.
È poi la volta dell'alloggio jugoslavo, in cui i mobili presenti nella stanza sono costruiti secondo la tradizione. Sono presentate due versioni di soggiorno: una all'interno ed una all'aperto. Il pavimento è realizzato con doghe di legno di quercia, le pareti sono dipinte con diversi colori e il soffitto è realizzato in legno, più precisamente in listino di abete risonante. Nei tendaggi dominano le tonalità del blu, dell'azzurro e del nero che formano dei disegni su fondo bianco.
L'ambiente proposto dalla Germania non comprende un appartamento completo poiché si è deciso di non presentare il bagno e la cucina, in quanto non rivestono un ruolo di grande rilevanza in un'esposizione internazionale visto che sono elementi con forti analogie in tutto l'occidente. L'allestimento è composto da una zona piuttosto ampia che funge da soggiorno, sala da pranzo e di lavoro, vicino alla quale si sviluppano una camera matrimoniale dalle dimensioni piuttosto sacrificate per poter cedere spazio maggiore alla camera progettata per i bambini.
La presentazione danese comprende elementi d'arredo per camera da letto e soggiorno e fa in modo di riaffermare il prestigio dell'industria mobiliera che, alla fine degli anni '50, era tra le più attrezzate e sperimentali per la produzione di serie.
Per quanto riguarda la partecipazione della Svezia alla mostra, è stato esposto un soggiorno ispirato, nella configurazione, ad una casa di abitazione progettata dall'architetto Gustaf Rosenberg nella periferia di Stoccolma. Ciascun elemento dell'arredamento, spaziando dai mobili agli oggetti, è stato prodotto esclusivamente in Svezia, al fine di testimoniare l'elevato standard della produzione in serie. Ad Edna Martin, invece, è stata affidata la scelta dei tessuti e dei colori.
L'esposizione finlandese rappresenta l'arredamento di un ambiente adibito a soggiorno e studio, con mobili in legno prodotti in serie. La composizione dell'arredamento è ad elementi intercambiabili.
L'Italia occupa l'ottava tappa del percorso nel parco e la presentazione degli elementi del suo alloggio è articolata in due padiglioni posti uno di fronte all'altro e collegati mediante un passaggio comune coperto da una tettoia. A destra è posto il soggiorno che è stato immaginato ripartito in tre zone a seconda delle funzioni da svolgere al suo interno: studio, sala da pranzo e soggiorno-relax al quale è destinata un'area sopraelevata. Nel padiglione a sinistra, invece, è stata sviluppata la zona notte, in cui sono presentate due camere da letto, una matrimoniale e una per il figlio.
L'ultimo padiglione della mostra è occupato dall'alloggio internazionale che, a differenza degli alloggi dei vari Paesi europei, dove il mobile prodotto in serie dalle singole nazioni è stato analizzato nelle sue caratteristiche e ambientato nella sua composizione tipica d'origine, l'alloggio internazionale consiste in un ambiente eterogeneo nel quale i mobili, che sono stati prodotti in diversi Paesi, sono stati rigorosamente selezionati e disposti con imprevisti accostamenti di forme, materiali e finiture. Nell'alloggio internazionale sono sviluppati un soggiorno, una sala da pranzo, una camera da letto matrimoniale e una per i figli.
|  |  |  |

### Giappone
Allestimento arch. Junzo Sakakura, arch Kiyoshi Setke
L'allestimento dedicato al Giappone è articolato in un unico padiglione, caricato di un'atmosfera tipica orientale. Il materiale scelto come tema delle opere esposte è la ceramica.
Gli antenati giapponesi erano soliti dare una forma poetica, detta Haiku, alle loro creazioni, nelle quali l'aspetto stilistico è minimo mentre il contenuto è massimo. Così è stato deciso che il Comitato Giapponese, per la XI Triennale, avrebbe dovuto ottenere il massimo effetto con una spesa minima; ed è per questo che l'esposizione del Giappone ha dimensioni ridotte.
Sulla mensola allogata alla parete comune con la Sezione della Jugoslavia si trovano: una fruttiera di ceramica, tazza per tè eseguita da Shimizu Taira; tazza da tè di argilla; due tazze per riso con coperchio; servizio per caffè di porcellana.
Ai due lati del passaggio centrale sono collocati sei tavoli sostenuti da supporti metallici. Piano d'appoggio in legno di cedro.
- Tavola 1:

Si trovano un vaso per fiori di ceramica bianca di Kenkichi Tomimoto ed un vassoio rotondo di legno laccato in nero.
- Tavola 2:

Sono collocati tre piatti di ceramica della ditta Tosai e due tazze da tè.
- Tavola 3:

Sulla tavola tre c'è un servizio per caffè di porcellana (latteria, caffetteria, vassoio, tazza con piatto, ciotola); cinque bicchieri per Sake (liquore di riso) insieme ad un vassoio laccato in nero;
- Tavola 4:

Una grande tazza di ceramica, affiancata da tre tazze per tè bianche, ed un vassoio rotondo laccato in nero dalla ditta Hyosaku Suzuki.
- Tavola 5:

Si trova un vassoio quadrato laccato in nero per la cerimonia del tè, due tazze per zuppa laccate in nero, teiera d'argilla.
- Tavola 6:

Sono posizionate quattro tazze da tè ed un vassoio rotondo laccato del tipo tradizionale, .
- Sulla ghiaia si trovano tre lanterne da giardino eseguite da Sori Yamagi, una scultura a "fioriera" composta da un grande vaso in pietra bianco con sopra una composizione metallica di semisfere, ed un isolatore per corrente ad alto voltaggio.

|  |  |  |

## Mostra di arte grafica
La mostra è sostanzialmente costituita da tre elementi: due serie di pannelli disposti ai lati, e una serie di vetrine al centro del percorso. I pannelli hanno un andamento indipendente dalla parete, essi formano nella loro successione un discorso continuo, commentato da apposite didascalie.
Le vetrine sono costituite da un telaio di legno con ripiani inclinati e non, e sono delimitate sul lato più lungo da un cristallo.
La mostra si articola, principalmente, in 8 settori, primo dei quali, seguendo l'ordinamento del percorso, Il Marchio; Il marchio di fabbrica ha il compito di rappresentare con una sintesi grafica il volto di un'azienda o le caratteristiche di un prodotto. Ideograficamente vecchio di secoli ha subito nel corso del tempo le influenze del gusto. All'interno della mostra sono raccolti marchi in bianco e nero.
In successione troviamo gli Annunci in Bianco e Nero, i quali occupano una buona parte delle colonne dei giornali. Annunci isolati, ripetuti, grandi e piccoli, richiamano il lettore di giornali alle virtù dei prodotti più svariati.
Proseguendo è la volta del Giornale. Una selezione delle prime pagine dei quotidiani di tutto il mondo fa vedere le caratteristiche formali del fenomeno "stampa quotidiana".
È poi la volta dei Libri Illeggibili di Bruno Munari. Si tratta di libri senza parole, fatti di sole immagini astratte che cambiano e si trasformano ad ogni pagina. Si chiamano "Libri Illeggibili" perché non c'è niente da leggere, ma guardando la sequenza delle figure si capisce lo stesso una certa "storia" fatta di forme e colori.In questi libri i personaggi sono forme geometriche, regolari o irregolari, colori e materie delle carte, fili e fori che passano interi capitoli.
Nella sezione di Edizioni originali di Poeti Italiani del '900, si è voluto far conoscere al pubblico alcune prime edizioni di poeti italiani del "900. Tra i libri presenti ci sono: il libro di Saha, i frammenti lirici di Rebora, alcune importanti raccolte di Ungaretti e Montale.
Proseguendo troviamo le Collezioni Economiche e Stampa Aziendale. In Italia il problema del libro a basso prezzo si identifica con il problema della diffusione della cultura e della lotta contro l'analfabetismo cosiddetto "di ritorno".
In Italia il libro a basso costo non è una novità, basta ricordare l'editore Barion che diffuse per poche lire la grande narrativa dell'800. Ma è solo '48 grazie allo sviluppo dei mezzi tecnici grafici pubblicitari, che si sono create collezioni economiche graficamente dignitose, nonché testi di alto livello culturale e scientifico. Questa parte della mostra si propone di dimostrare questo processo con esempi scelti dalla produzione editoriale.
Per quanto riguarda Le Sovracoperte, la loro struttura provvisoria permesse un clima di libertà che sembrava vietata al libro. Sono nate così sovracoperte che riflettono tutte le correnti e tutte le inquietudini dell'arte e della grafica moderna. Nella mostra sono esposte sovracoperte di numerosi libri.
Infine troviamo le Riproduzioni a Colori, la possibilità di dividere il tono continuo della fotografia con trame retinate: tipografia, offset, rotocalco o con la "grana" della gelatina: eliotipia, ha creato, prima, matrici per la riproduzione e stampa dell'immagine in nero, poi per la riproduzione e stampa dell'immagine in colore.
Nella mostra sono esposti: Disco che si accende in tre fasi successive illustrato nella dicitura: sintesi additiva - luci colorate di azzurro, giallo e porpora si sommano al centro della rosa, danno bianco. A destra disco permanente illuminato illustrato dalla dicitura: sintesi sottrattiva - strati di pigmenti azzurro, porpora e giallo danno nero.
|  |  |

## Ambienti di rappresentanza – relazione fra le parti

### Finlandia
Commissario generale: H.O. Gummerus
Allestimento: Timo Sarpaneva
Tavola 1
- Vetrina A: due colini di legno, saliera e recipiente per polvere di caffè, di legno disegnati da Bertad Gardberg. Di fianco si trova una tazza per caffè con piatto di porcellana, due portasigarette cilindrici di ceramica con coperchio di legno.
- Vetrina B: sono collocate quattro tazzine e piattini per caffè e due scodelle di porcellana assieme a una saliera d'argento disegnata da jan Salakari, eseguita da "Stockmann". Coltello, cucchiaio e forchetta di metallo e alpaca, disegno di B. Gardberg per la "Fiskars". Caffettiera d'argento con manico di legno, scodella d'argento con piatto di legno e cucchiaio per macedonia d'argento con manico di legno. Infine sono collocate tre forchette, tre cucchiai e tre portaolive in argento.
- Vetrina C: si trova una ciotola di legno bianco, cinque cucchiai a spatola di ebano di Olof Backstrom. Un portasigarette d'argento,tre cucchiai, tre forchette, quattro coltelli, un ramaiolo di acciaio inossidabile, disegnati da B. Gardberg per la "Hackmann". A fianco sono disposte tre posate per verdura di ebano e noce caucasica.
- Vetrina D: troviamo una lattiera e zuccheriera d'argento con manico di legno, disegnate da B. Gardberg per la "Artek". Due zuppiere circolari di legno, design di Nanny Still. Spatola per dolci, ramaiolo e cucchiaio e forchetta per verdura, saliera d'argento ed ebano. Due boccali di ceramica marrone con manico, disegnati da Goran Back.

Cucchiaio per salsa in argento con manico d'argento.
Tavola 2
- Piano A: coppetta con coperchio e tre tazzine per treppiede di ceramica marrone, disegno di Francesca Lindb. Vassoio circolare di ceramica e due vasi con manici e coperchio di ceramica.
- Piano B: due ciotole con treppiede di ceramica grigio-verde e due coppette con coperchio di ceramica. Due boccali cilindrici con manico di ceramica marrone, disegno di Goran Back.
- Piano C: sul piano è posizionata una fruttiera in ceramica giallo ora con manici, due tazzine in ceramica marrone chiaro di Kaarina Abo. Vaso con coperchio in ceramica marrone di Okki Laine per la"Kupittaan".
- Piano D: tre pentole con coperchio, una padella, una pentola con coperchio e manico in ceramica marrone disegnate da Ulla Procopè. Due saliere e quattro scomparti in ceramica verde-azzurra smaltata di Kaj Franck.

Tavola 3
Sono disposti nelle quattro vetrine vari oggetti, tra cui: vassoi in ceramica, bottiglie di vetro policromo, piatti in ceramica bianca, cremiere, vasi di vetro e alcuni calici di vetro.
Tavola 4
Sul piano sono collocati vasi di metallo smaltato variamente colorati, una caffettiera di metallo smaltata in azzurro, due vasoi di vetro bianco, un servizio di posate e dei calici per dessert. Mentre nelle vetrine sono visibili dei bicchieri di forma allungata, un vaso metallico di vetro, due vasi di vetro bianco, una caffettiera di ceramica e una scodella di ceramica marrone.
Tavola 5
Nelle vetrine sono disposti sei vassoi di grandezza diversa in vetro policromo sfumato e tre calici di vetro bianco, due fruttiere con cavità centrale in vetro verde sfumato de bicchieri per vino e due per liquore, alcuni vasi e vassoi di vetro, quattro bicchieri di vetro bianco per aperitivo.
Tavola 6
Sul piano trovano collocazione due caffettiere in ceramica marrone con manico di vimini, quattro tazze di caffè, un vasetto di ceramica rossa con coperchio, vari boccali con manico in ceramica grigio-marrone. Nelle due vetrine sono esposti dei vasi cilindrici di porcellana, alcuni piattini a strisce bianco rosa e vassoi di ceramica.

Pendenti dal soffitto due lampade di materiale plastico grigio di forma sferica e due lampade con forma a tronco di cono.
|  |  |

|  |  |

Hanno partecipato anche:
- Danimarca
- Svezia
- Canada
- Romania
- Germania
- Jugoslavia
- Giappone
- Belgio
- Austria
- Francia
- Norvegia
- Messico
- Stati Uniti d'America
- Spagna
- Svizzera
- Cecoslovacchia
- Polonia
- Paesi Bassi

## Altre mostre

### Mostre temporanee
- Mostra delle ceramiche venete tradizionali dell'Ottocento
- Mostra dei progetti prescelti per il “premio cornigliano”
- Mostra del “compasso d'oro”
- Mostra delle produzioni d'arte della Sardegna
- Proposte per l'edilizia